# Tramwaje w Vichy
Tramwaje w Vichy − zlikwidowany system komunikacji tramwajowej we francuskim mieście Vichy, działający w latach 1895−1927.

## Historia
Pierwsze plany budowy linii tramwajowej pomiędzy Vichy a Cusset powstały w 1870. Miała być to linia tramwajowa obsługiwana przez tramwaje parowe. W 1894 zaproponowano budowę linii tramwajowej o rozstawie szyn wynoszącym 1000 mm, po której miały kursować tramwaje na sprężone powietrze w systemie Mękarskiego. Budowa linii rozpoczęła się na początku 1895. Otwarcie trasy o długości 3,6 km nastąpiło 15 grudnia 1895. Do obsługi linii zakupiono 6 wagonów silnikowych, 5 wagonów doczepnych i jeden wagon do przewozu bagaży. Po zakończeniu I wojny światowej z roku na rok malała liczba przewożonych pasażerów. W 1922 przewieziono 1 296 800 pasażerów, a w 1926 przewieziono już tylko 850 000 pasażerów. Planowano wówczas elektryfikację linii, jednak tych planów nie zrealizowano z powodu protestów władz miasta Vichy. Linię tramwajową zlikwidowano 1 kwietnia 1927 i zastąpiono linią autobusową. 